# Bīārjomand
Bīārjomand (persiska: بِيار, بيّارجُمَند, بيارجمَند, Beyārjomand, بیارجمند, Bīārjmand, Beyār, Bīyārjomand) är en ort i Iran.   Den ligger i provinsen Semnan, i den nordöstra delen av landet, 400 km öster om huvudstaden Teheran. Bīārjomand ligger 1 091 meter över havet och antalet invånare är 2 246.
Terrängen runt Bīārjomand är platt åt sydost, men åt nordväst är den kuperad.Runt Bīārjomand är det mycket glesbefolkat, med 5 invånare per kvadratkilometer. Bīārjomand är det största samhället i trakten. Trakten runt Bīārjomand är ofruktbar med lite eller ingen växtlighet.